# Kryosfären

Jordens polartrakter med kryosfärens komponenter markerad (text på engelska).

Kryosfären betecknar allt fruset vatten i hydrosfären. Även kortvarig snö och is räknas till kryosfären.